# Línea 405 (Buenos Aires)
La línea 405 es una línea de colectivos del Área Metropolitana de Buenos Aires. Une Puente la Noria con la Estación Lanús, en el sur del conurbano bonaerense.
La línea es operada por el Grupo DOTA, a través de Micro Ómnibus Avenida S.A.

## Recorrido

### Ramal A
Ida: Desde Estación Lanús por Av. Hipólito Yrigoyen - Juan Piñeiro - 20 de Septiembre - 25 de Mayo - Cnel. Medeiros - Aristóbulo del Valle - Av. Gral. José de San Martín - Hernando de Magallanes - Mendoza - Recondo - Camino Pres. Juan Domingo Perón - Pres. Juan Domingo Perón hasta la Terminal de Omnibus de Lomas de Zamora.
Regreso: Desde la Terminal de ómnibus de Lomas de Zamora por Pres. Juan Domingo Perón - Camino Pres. Juan Domingo Perón - Pres. Juan Domingo Perón - Recondo - Mendoza - Hernando de Magallanes - Av. Gral. José de San Martín - 25 de Mayo - Av. Hipólito Yrigoyen hasta la Estación Lanús.